# Müller Martini
Die Schweizer Unternehmensgruppe Müller Martini mit Hauptsitz in Zofingen ist in der Entwicklung, Herstellung und Vermarktung einer breiten Palette von Druckweiterverarbeitungs-Systemen tätig.
Die einzelnen Konzernunternehmen sind unter dem Dach der Müller Martini Holding AG mit Sitz in Hergiswil organisiert. Das weltweit tätige Familienunternehmen beschäftigt rund 1200 Mitarbeiter und verfügt in der Schweiz und Deutschland über Produktionsbetriebe.

## Geschäftsfelder
Das Kerngeschäft der Müller-Martini-Gruppe umfasst folgende Geschäftsfelder:
- Sammelheft-Systeme (Sammelhefter für drahtgeheftete Zeitschriften, Magazine und Prospekte)
- Softcover-Produktion (Klebebinder für rückengeleimte Zeitschriften, Broschüren, Kataloge und Taschenbücher)
- Hardcover-Produktion (für die Produktion von Büchern mit festem Umschlag)
- Digital Solutions (für die Weiterverarbeitung digital gedruckter Printprodukte)

## Firmengeschichte
- 1. April 1946: Gründung der Kollektivgesellschaft Müller & Ruf in Zofingen
- 30. Juni 1947: Kollektivgesellschaft aufgelöst, Neugründung der Einzelfirma Hans Müller Maschinenfabrik, Zofingen
- 1955: Gründung der ersten Auslandsvertretung Grapha GmbH (heute Müller Martini Deutschland)
- 19. Juni 1956: Umwandlung des Unternehmens in eine Aktiengesellschaft, Grapha Maschinenfabrik Hans Müller AG
- 1958: Gründung der Maschinenfabrik Grapha in Nebikon
- 1964: Gründung der Graphag Maschinen in Zofingen (später Müller Martini Electronic AG)
- 1966: Gründung der Maschinenfabrik Grapha GmbH in Maulburg/D (heute Müller Martini Druckmaschinen GmbH)
- 1969: Erwerb der Martini Buchbindereimaschinenfabrik AG in Felben
- 1970: Gründung der Maschinenfabrik Hasle AG in Hasle (LU)
- 1971: Gründung der Grapha-Holding AG als neue Dachgesellschaft des Konzerns mit Sitz in Hergiswil
- 1972: Die Firmengruppe erhält einen neuen Namen: Müller Martini
- 1974: Gründung der Grapha Manufacturing Corp. in Newport News, USA (heute Müller Martini Newport News)
- 1988: Erwerb der Aktienmehrheit der Daverio AG (später Müller Martini Logistik-Systeme AG) in Zürich[2]
- 1988: Ausgliederung der Informatikabteilung der Müller Martini Druckverarbeitungs-Systeme AG in die GIA Grapha-Informatik AG (heute GIA Informatik AG) in Oftringen (AG)
- 1992: Erwerb der Graphic Management Associates Inc. (GMA) in Allentown, USA
- 1998: Erwerb der VBF Buchtechnologie GmbH (heute Müller Martini Buchtechnologie GmbH) in Bad Mergentheim/D
- 2001: Schliessung der Müller Martini Logistik-Systeme AG
- 2004: Gründung des neuen Geschäftsbereichs „Digital Solutions“
- 2008: Einführung der neuen Maschinengeneration in der identitätsstiftenden Farbe Laserblue
- 2009: Wechsel an der Führungsspitze: Rudolf Müller übernimmt das Präsidium des Verwaltungsrates, und Bruno Müller wird neuer CEO
- 2011: Löschung der Müller Martini Versand-Systeme AG infolge Fusion mit der Müller Martini Druckverarbeitungs-Systeme AG[3]
- 2012: Schliessung des Standorts Newport News.[4]
- 2013: Firmengründer Hans Müller, Pionier der grafischen Branche, verstirbt im Alter von 96 Jahren
- 2013: Schliessung der Müller Martini Buchbinde-Systeme AG in Felben-Wellhausen[5]
- 2014: Im November teilt das Unternehmen mit, dass die Produktion von Druckmaschinen eingestellt wird.[6] Am 1. Dezember übernimmt Müller Martini die Service-Verantwortung für Heidelberg-Sammelhefter und -Klebebinder.
- 2018: Ende Januar übernimmt Müller Martini, die kurz vorher von der Kolbus Group GmbH ausgegliederte Buchbindesparte und die dazugehörigen 250 Mitarbeiter des Kolbus-Stammwerks in Rahden (Westfalen).
- 2019: Benpac Holding AG übernimmt den Müller Martini Standort in Stans.[7]
- 2020: Müller Martini verkauft MM Druckmaschinen GmbH in Maulburg an die Goebel-Gruppe[8]
- 2020: Müller Martini Druckverarbeitungs-Systeme AG übernimmt Müller Martini Electronic AG
- 2021: Schliessung des Werks Müller Martini Buchtechnologie GmbH in Bad Mergentheim mit rund 100 Arbeitsplätzen[9]
- 2023: Müller Martini übernimmt die Hunkeler AG in Wikon/Schweiz[10]